# Rosa Maria Perelló i Escoda
Rosa Maria Perelló i Escoda (Tàrrega, 29 de desembre de 1959) és una política catalana, que ha exercit d'alcaldessa de Tàrrega, de presidenta de la Diputació de Lleida i de membre honorífic de l'AGRAT Tàrrega.
Va cursar estudis a Tàrrega i posteriorment, en l'àmbit laboral, es va especialitzar en l'assessoria fiscal i comptable d'empreses. Col·labora activament en entitats emblemàtiques de la localitat com el Grup de Teatre BAT i l'Agrupació d'Amics de Tàrrega - Blaye. En la plana política, Perelló milita a Junts per Catalunya
Es va presentar en llista electoral municipal de Convergència i Unió (CiU) a Tàrrega en les eleccions de 2003 i va ocupar el càrrec de regidora a finals del mandat arran de la renúncia presentada pel llavors cap de grup municipal, Frederic Gené. A les eleccions municipals de 2007 va encapçalar la llista de CiU, que es va esdevenir el principal grup de l'oposició a la corporació municipal. Quatre anys després, el 2011, va repetir com a cap de llista per CiU i fou investida alcaldessa amb el suport de Rcat/SI, esdevenint la primera alcaldessa de Tàrrega. Dins el cartipàs municipal també va assumir la Regidoria de Finances i, des de novembre de 2014, també la Regidora de Cultura arran de l'òbit de l'edil Albert Rosinés. Paral·lelament, durant el mandat 2011/2015, va ocupar els càrrecs de vicepresidenta segona de la Diputació de Lleida i vicepresidenta de l'Associació Catalana de Municipis (ACM).
A les eleccions municipals de 2015 va tornar a ser la cap de llista de CiU a Tàrrega i va renovar el càrrec d'alcaldessa per segon mandat consecutiu, esdevenint la llista més votada. Va signar un pacte de govern amb el grup municipal del PSC, fruit del qual també va gestionar directament la Regidoria de Finances. És responsable alhora de l'àrea de Comunicació, Recursos Humans i FiraTàrrega. Així mateix, va ser nomenada vicepresidenta primera de la Diputació de Lleida. Arran de la remodelació del cartipàs municipal, el gener del 2016 va cedir les competències de Finances a la regidora Antònia Pérez. El juny del 2017, es va trencar el pacte de govern municipal CiU - PSC, la qual cosa va donar pas a una aliança entre CiU i ERC, mantenint Rosa Maria Perelló al capdavant de la corporació.
A les eleccions municipals de 2019 va encapçalar la llista electoral de Junts per Tàrrega. En aquesta ocasió, tot i resultar la llista més votada, un pacte de govern entre ERC-MES-AM i la CUP va atorgar l'alcaldia a Maria Alba Pijuan Vallverdú i va impedir que Perelló repetís com a alcaldessa per tercer mandat consecutiu. Fruit d'aquest canvi de govern, Perelló ha passat a exercir com a regidora a l'oposició i com a portaveu de Junts per Tàrrega al consistori municipal. En aquesta mateixa legislatura 2019/2023, Perelló també és diputada provincial de la Diputació de Lleida.
El 18 d'octubre de 2018 Perelló va ser investida presidenta de la Diputació de Lleida després de la dimissió de l'anterior president, Joan Reñé i Huguet. Amb aquesta investidura Rosa Maria Perelló es va convertir en la primera dona a accedir a la presidència de l'ens lleidatà.
Durant la seva etapa com a alcaldessa de Tàrrega l'associació local Agrat li va atorgar una distinció honorífica dins de l'organització. Els targarins, contents per aquesta distinció, van col·locar domassos de #FreeSilos pels balcons de tota la ciutat.
Va ser l'encarregada de portar La Marató a Tàrrega, gràcies al fet que va acceptar ràpidament el 16 de maig quan li van oferir.